# Торп (Висконсин)
Торп (енгл. Thorp) град је у америчкој савезној држави Висконсин.

## Демографија
По попису из 2010. године број становника је 1.621, што је 85 (5,5%) становника више него 2000. године.
| Група             | 2000.         | 2010.         |
| Белци             | 1.520 (99,0%) | 1.589 (98,0%) |
| Афроамериканци    | 1 (0,1%)      | 0 (0,0%)      |
| Азијати           | 2 (0,1%)      | 0 (0,0%)      |
| Хиспаноамериканци | 9 (0,6%)      | 14 (0,9%)     |
| Укупно            | 1.536         | 1.621         |